# Ricardo Kirk

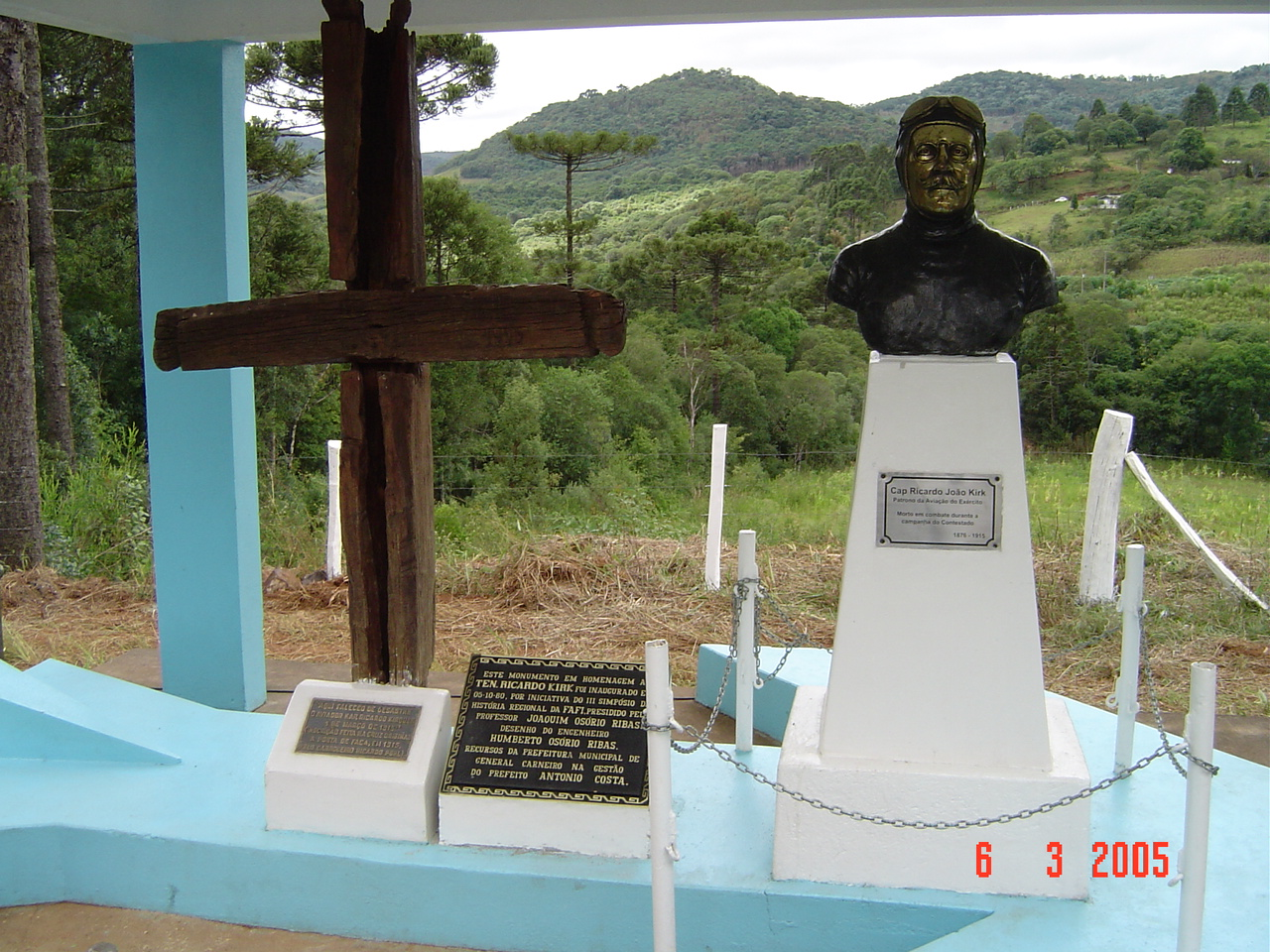
Cruz do Aviador (Das Kreuz des Fliegers), General Carneiro, PR, (2005)

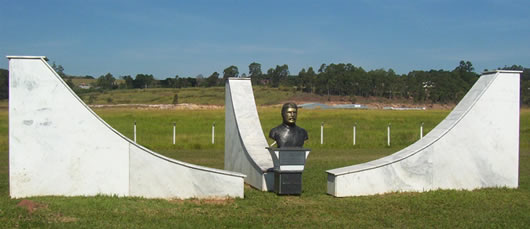
Das Denkmal für Ricardo Kirk in Taubaté (1996)

Ricardo João Kirk (* 1874 in Campos dos Goytacazes, Bundesstaat Rio de Janeiro, Brasilien; † 1. März 1915 in General Carneiro, nahe dem Bundesstaat Santa Catarina, Brasilien) war der erste brasilianische Pilot des brasilianischen Heers. 

## Leben
Ab 1891 besuchte er die Militärakademie und wurde im November 1893 zum Fähnrich ernannt, im März 1898 zum Oberleutnant und 1915 nach seinem Tod nachträglich zum Kapitän befördert. Er gilt als der Vater und Patron der brasilianischen militärischen Luftfahrt.
Kirk war der erste Offizier der brasilianischen Streitkräfte, der eine Flugzeugführerausbildung absolvierte. Er schloss seine Ausbildung an der Ecole d'Aviation d'Etampes in Frankreich am 22. Oktober 1912 ab. Nach seiner Rückkehr nach Brasilien war er einer der Gründer der brasilianischen Airclub, bei denen er als Technischer Direktor fungierte.

### Der Absturz
Bei Ausbruch eines zwischen 1912 und 1916 zwischen Siedlern und Landbesitzern im Süden Brasiliens ausgetragenen Guerillakrieges, des Contestado-Krieges,  erhielt Lt Ricardo Kirk von General Setembrino de Carvalho den Befehl, an der Grenze zwischen den Staaten Paraná und Santa Catarina zur Unterstützung von Landoperationen Aufklärungseinsätze in der Luft durchzuführen.
Drei Eindecker wurden in dem Konfliktgebiet eingesetzt, die auf dem Flugplatz von União da Vitória unter dem Kommando von Lieutenant Ricardo Kirk stationiert wurden. Der andere Flieger war der italienische Zivilist Ernesto Darioli. Diese drei Flugzeuge bildeten zusammen mit dem bereits in der Auseinandersetzung zwischen Rio de Janeiro und der Stadt União da Vitória zerstörten Flugzeug den verbliebenen der Rest der Flotte der „Brasilianischen Luftfahrtschule“, die im Jahr 1914 in Rio de Janeiro auf dem Flugfeld Afonsos den Betrieb aufgenommen hatte.
Bei der Erfüllung einer dieser Missionen führte ein mechanisches Versagen an Kirks Maschine am 1. März 1915 bei ungünstigen Sichtbedingungen und schlechten Wetterbedingungen  zu einem schweren und für ihn tödlichen Unfall.

### Das Denkmal
An Unfallstelle in der Gemeinde von General Carneiro wurde ein Denkmal namens „Das Kreuz des Fliegers“ am Rande der Straße errichtet, die von União da Vitória nach Caçador führt. Das einfache Holzkreuz war von den Bauern errichtet worden, die den verletzten Flieger zuerst versorgt hatten. Es war einfach aus einer Schwelle der stillgelegten Contestado-Eisenbahn gestaltet und sein Name war mit dem Messer hineingeschnitzt worden. Es bleibt die Erinnerung an das Unglück des  ersten tödlichen Unfalls eines brasilianischen Piloten. Am 5. Oktober 1980 wurde von der Stadt General Carneiro an diesem Ort um das Kreuz herum ein Denkmal mit einer Kirks Flugzeug symbolisierenden Stahlbetonstruktur eingeweiht. Am 10. März 2002 ließ die Führung der brasilianischen Luftwaffe an der gleichen Stelle eine Bronzebüste des Fliegers aufstellen.
Im Oktober 1943 wurden die sterblichen Überreste von Lieutenant Kirk in das Flieger-Mausoleum auf dem Friedhof São João Batista in Rio de Janeiro überführt und im Jahr 1996 in einem zu seinen Ehren in Taubaté (SP) im Auftrag der Luftwaffe errichteten Denkmal beigesetzt, 
Am nordöstlichen Rand des Flugfeldes Alfonso, einer der wichtigsten Basen der brasilianischen Luftwaffe, ist ein Berg zu Ehren von Ricardo Kirk, dem tapferen Pionier der brasilianischen Militärluftfahrt, nach ihm benannt worden.